# Mesogona quadriplana
Mesogona quadriplana är en fjärilsart som beskrevs av Lucas 1895. Mesogona quadriplana ingår i släktet Mesogona och familjen nattflyn. Inga underarter finns listade i Catalogue of Life.